# Joseph Hilligsmann
Joseph Hilligsmann (19 januari 1955) is een Belgisch Duitstalig politicus voor de ProDG.

## Levensloop
Hilligsmann groeide op in een gezin met zeven kinderen. Door het vroege overlijden van zijn vader moest hij voortijdig stoppen met school.
Hilligsmann werkte van 1971 tot 1973 als logistiek medewerker. Vervolgens ging hij in 1973 in dienst bij de Rijkswacht. Na de hervorming van de Belgische politie werkte hij vanaf 2001 bij de Luikse Federale Politie. In 2013 ging Hilligsmann met pensioen.
In juni 2019 werd hij voor de ProDG lid van het Parlement van de Duitstalige Gemeenschap, als opvolger van Oliver Paasch, minister in de Duitstalige Gemeenschapsregering. Hij bleef parlementslid tot in januari 2022 en nam toen ontslag om plaats te maken voor jongeren.